# 2025年玻利维亚大选
玻利维亚將於2025年8月17日舉行大選。若無任何候選人獲得過半數選票，將於同年10月19日舉行第二輪投票。選民將選出玻利維亞總統與副總統、130名眾議院議員，以及36名參議院議員。

## 背景

### 埃沃·莫拉萊斯連任衝突
自2009年2月7日起生效的《玻利維亞國家憲法》第168條規定，總統與副總統的任期限制為最多兩屆連任，只允許一次連任，每屆任期為五年。

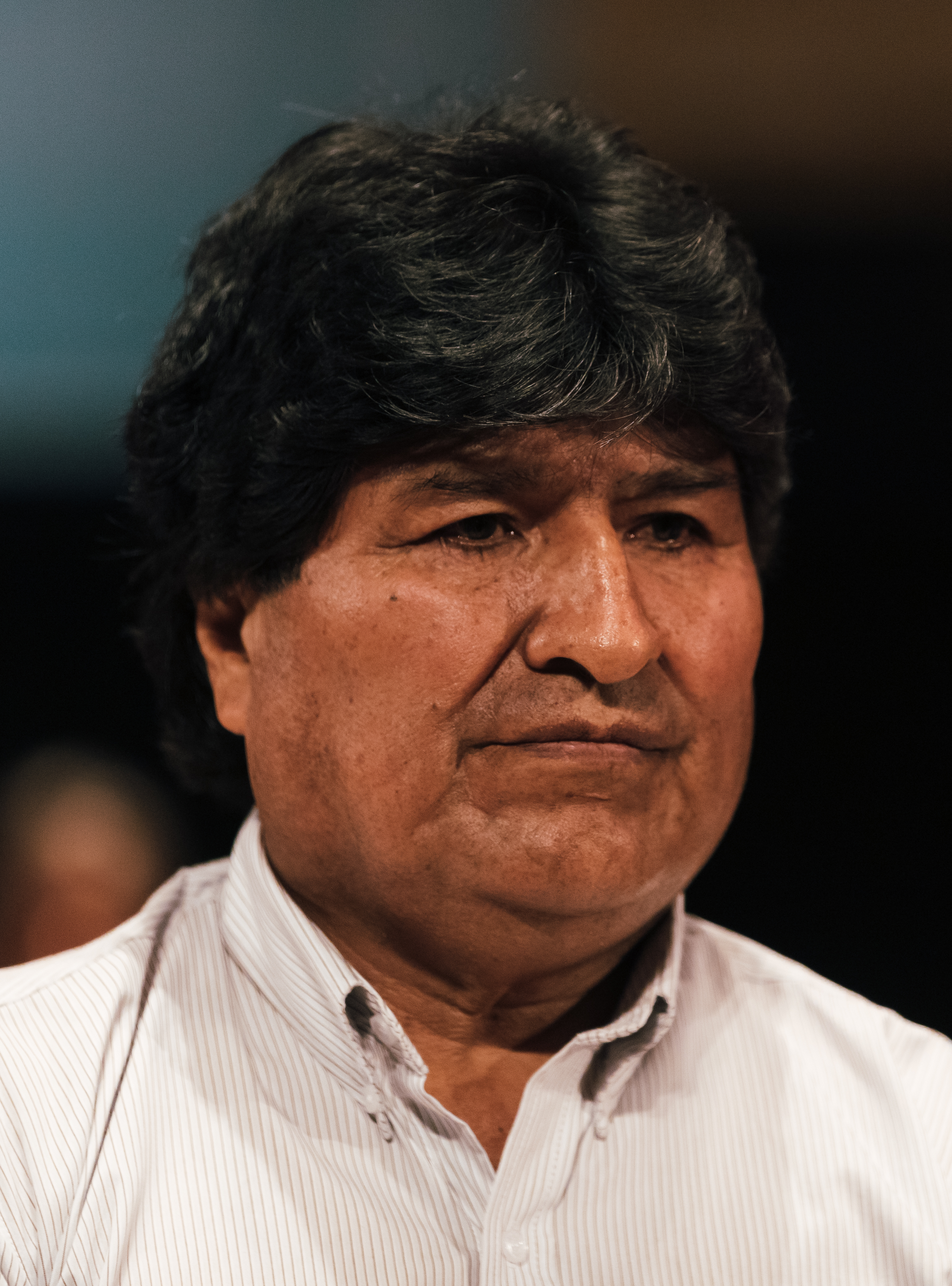
時任總統埃沃·莫拉萊斯（2006-2019）

在針對當時擔任玻利維亞憲法總統的埃沃·莫拉萊斯提出法律申訴，以尋求能夠無限次參選的可能後，啟動了憲法改革程序。該改革必須首先通過一次憲法公投，由全體玻利維亞選民以普選方式決定是否批准。
2016年2月21日舉行的全民公投，以51.3%的得票率否決了修改《玻利維亞國家憲法》第168條、允許政府官員無限期連任的提案。
然而，一年多後的2017年11月27日，憲法法院裁定，現行選舉法中限制總統及其他民選官員連任次數的五項條款違憲，為莫拉萊斯開啟了尋求永久連任的大門。該裁決源於執政黨議員的訴願，理由是《美洲人權公約》所保障的政治權利應凌駕於憲法所設定的任期限制。
在2019年大選中，透過「初步選舉結果傳輸系統」進行的快速計票，據初步開票結果，無人能在首輪選舉中取得過半票數，原定於12月15日舉行該國首次的總統決選。然而在最後一次更新後中斷了超過24小時，翌日晚間公布的結果卻顯示莫拉萊斯在首輪直接獲勝，引發觀察人士強烈批評。這引發了許多反對爭取社會主義運動（以下簡稱爭取運動）的公民的不滿。
隨後揭露了選舉結果中的不規則情況，導致莫拉萊斯支持者與指控選舉「舞弊」的群體之間爆發為期三週的暴力衝突，最終以警方哗變告終。
2019年11月10日，美洲國家組織公布了審計員的初步報告，並在2019年12月5日的最終審計報告中確認了這些違規情況，結論是應舉行新的選舉。
最終，莫拉萊斯及其政府多名官員辭職，由反對派背景的參議院第二副議長珍妮·艾尼茲接任臨時政府。
新政府對爭取運動的高層人士發布逮捕令，指控其操縱選舉結果，並進行逮捕。前總統莫拉萊斯亦在被通緝之列，最終選擇流亡墨西哥。.國會隨後宣布取消既有選舉，由臨時總統艾尼茲重新召集投票。然而由於COVID-19疫情影響，選舉兩度延期，直至一年後才正式舉行。
隨後在該次選舉中，爭取運動候選人路易斯·阿爾塞當選總統。當晚即獲得對手卡洛斯·梅薩、臨時總統艾尼茲及國際觀察團的承認。

### 司法案件

#### 珍妮·艾尼茲
2021年3月12日，在爭取運動一名前女議員提起控告後，玻利維亞司法機關下令逮捕前臨時總統艾尼茲，指控她涉嫌「煽動叛亂與恐怖主義」。當天，警方前往位於特立尼達的前總統住所，並將她逮捕。隨後，她在時任內政部長愛德華多·德爾·卡斯蒂略的在場下被押送至拉巴斯。翌日，艾尼茲被下令羈押候審，並被移送至女子監獄。
自3月15日起，數以萬計的人走上全國主要街道，抗議近期展開的逮捕行動。國際特赦組織隨後對玻利維亞司法獨立性提出嚴重質疑，無論執政者屬於哪一政黨。該組織美洲區主任艾麗卡·格瓦拉·羅薩斯指出：「對艾尼茲及其他前官員的拘押，似乎符合一種慣常模式：即司法的偏頗使用。」
2021年8月21日，美洲人權委員會獨立專家小組的一份報告，被玻利維亞檢方用來指控前總統艾尼茲犯下「種族滅絕罪」，理由是其在2019年11月對抗議者動用不成比例的武力，導致20人死亡。
隨後，她因涉嫌「違反憲法的決策」與「失職」而於2022年2月10日在拉巴斯受審。2022年6月11日，法院裁定她因組織政變推翻莫拉萊斯並以違憲方式就任總統而有罪，判處10年徒刑。

#### 路易斯·費爾南多·卡馬喬（西班牙语：Luis Fernando Camacho）
同樣因2019年政變事件而遭玻利維亞司法部門追究的時任聖克魯斯省長路易斯·費爾南多·卡馬喬，在2021年與2022年多次拒絕應檢方傳喚出庭作證。他否認參與政變，並聲稱自己是為了捍衛民主、對抗獨裁政府。最終，司法機關於2022年10月對他發布逮捕令。然而，出於擔心逮捕行動可能引發暴動，政治當局遲遲未執行該命令。
2022年12月29日，卡馬喬遭到逮捕並被押送至拉巴斯。翌日，法官裁定對其實施四個月的預防性羈押。這一消息引發其大本營聖克魯斯的激烈抗議，公共建築遭縱火，甚至一名部長的住宅也被焚毀。
他被指控曾領導激進團體進行街道封鎖，並與警察成員協調，意圖推動警方背離政府。檢方的指控主要依據卡馬喬本人在媒體與社群平台上的言論。其中一則言論中，他聲稱父親——一位重要企業家——曾「與警方達成協議」，確保其支持針對埃沃·莫拉萊斯的起義。在另一則於總統辭職後立即發布的聲明中，他更呼籲建立「公民—軍事聯盟政府」。

### 執政聯盟分裂

#### 莫拉萊斯無法連任
自2020年起，阿爾塞領導該黨並出任國家元首。而其前任兼政治導師莫拉萊斯，曾在上一屆選舉期間被迫流亡海外，直至阿爾塞執政後方得返國。莫拉萊斯隨後嘗試重奪黨內領導地位，引發黨內裂痕，並逐漸成為現任政府的強烈批評者。
2022年起，莫拉萊斯對現任政府的批評逐漸趨於公開。他指控政府策劃陰謀，意圖打擊其本人及古柯種植者領導層。隨著時間推移，「埃沃派」在爭取運動黨內的存在愈發清晰。2023年6月，該派系與反對派議員聯合，成功通過對時任內政部長卡斯蒂略的不信任案。然而，兩日後總統阿爾塞仍將其復職，儘管依照慣例，這類不信任案通常意味著罷免。
2023年10月4日，在莫拉萊斯派系掌控下的爭取運動黨代表大會宣布其為黨魁與2025年大選的唯一候選人。然而，數週後最高選舉法院表明不予承認該項決議。然而，憲法法院於2023年12月29日通過憲法判決第1010/2023號，廢除了無限期連任的規定，間接使莫拉萊斯失去2025年總統選舉的參選資格。判決指出，無限期連任「不是一項人權」，並規定所有政府、立法和司法機關的官員，不論連續或非連續任職，最多只能擔任兩屆，依據的是2009年憲法第168條。
這項裁決激怒了這位古柯農領袖，他呼籲古柯葉種植者組織發動抗議，並在全國多條公路設置封鎖。科恰班巴是受影響最嚴重的地區，與國內外的交通幾乎完全中斷。2024年全年，這些封鎖持續超過40天，造成約300萬美元的經濟損失。

#### 未遂政變
6月26日，在政治與經濟危機的背景下，時任玻利維亞陸軍總司令胡安·何塞·蘇尼加發動了一場未遂政變。這場行動的導火線，源於爭取運動內部，總統阿爾塞與前總統莫拉萊斯之間的分裂，雙方互相指責影響國家治理。在政變發生前數日，蘇尼加曾公開表示，若莫拉萊斯參加2025年大選，軍方將逮捕他。最終，這場軍事行動以失敗告終，蘇尼加隨後遭到逮捕。

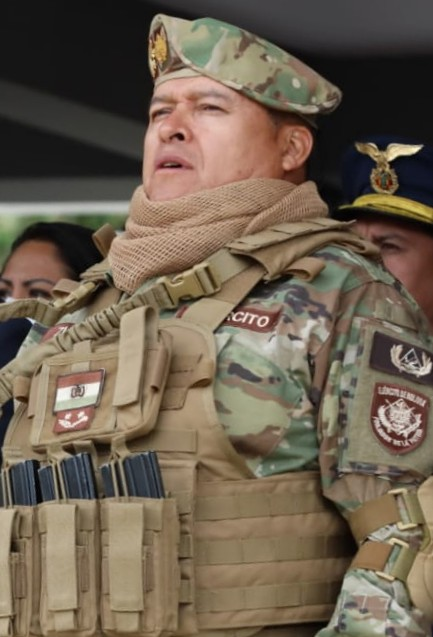
時任玻利維亞陸軍總司令胡安·何塞·蘇尼加

蘇尼加遭逮捕後，隨即在一場臨時記者會上爆料，指控總統阿爾塞是此次行動的幕後策劃者，稱這是一場旨在提升其選情的「自導自演政變」。然而，阿爾塞政府反駁稱，此事是一場「失敗的政變」，並批評蘇尼加關於自我政變的說法「毫無真實依據」。

#### 莫拉萊斯與阿爾塞之間的衝突
2023年9月，與莫拉萊斯保持一致的社會運動領袖向政府提交一份包含經濟與社會議題的訴求清單，並威脅若不滿足，將發起全國性遊行與道路封鎖。9月17日，莫拉萊斯領導約5,000人展開「拯救玻利維亞遊行」，要求解決外匯與燃料短缺問題，並呼籲政府承認爭取運動黨代表大會的決議，即確認其為黨魁與2025年大選的候選人。然而，儘管雙方都表達了對話意願，相關協商仍告失敗。
2025年大選前，爭取運動陷入派系分裂。總統阿爾塞與前總統莫拉萊斯各自領導不同陣營，皆有意競逐連任。
然而，憲法法院以「無限期連任並不存在且非人權」為由，裁定取消莫拉萊斯的參選資格。此決定引發黨內震動，莫拉萊斯更將矛頭指向美國政府與阿爾塞，指責他們意圖「斬首原住民運動」。
這種局勢造成了一種高度緊張的政治氛圍，並伴隨著失去政黨法人資格的風險。阿爾塞總統指控反對派、「埃沃派」派系以及美國駐玻利維亞大使館，認為「投機行為」和「政治及個人利益」是玻利維亞經濟問題的根源。然而，莫拉萊斯則警告稱軍方正在加強對加油站燃料的管制，並將此形容為玻利維亞「軍事化的開始」。
此外，最高選舉法院取消了初選，並且在司法部門出現制度性危機，尤其是在司法選舉方面，加上憲法法院批准無限期延長玻利維亞司法法庭的任期。
隨後，莫拉萊斯失去了對爭取運動的領導權，最終與勝利陣線結盟，並宣布成立一個名為EVO人民的新政黨。

#### 左派聯盟
總統阿爾塞與前總統莫拉萊斯的衝突，徹底撕裂了爭取運動。黨內如今分成兩派：一派是支持總統阿爾塞施政、並保有政黨法定資格的「革新派」；另一派是死心塌地支持莫拉萊斯再戰總統的「激進派」。失去黨魁之位後，莫拉萊斯乾脆退出爭取運動，轉而與勝利陣線結盟。這場分裂讓曾在莫拉萊斯執政14年、阿爾塞領導至今的執政黨，元氣大傷。
爭取運動的內部分裂，催生了玻利維亞的新左翼勢力——安德羅尼科·羅德里格斯走上了舞台中央。雖然他仍是爭取運動的一員，但已得到許多重量級人物的力挺，包括副總統大卫·乔克万卡、埃爾阿爾托市長伊娃·科帕、人民聯盟黨魁費利克斯·帕齊，以及貝尼與潘多兩省的多位官員，他們都認為羅德里格斯是左翼的新希望，有望在8月17日大選中出馬參選。在聖克魯斯，馬里奧·克羅嫩博爾德、參議員威廉·托雷斯與領袖達爾文·喬克雷維，也毫不掩飾對他的支持。

### 反對派聯合
在2020年大選中，爭取運動獲勝後，「統一反對派選票」的理念逐漸受到關注。這項倡議主要由記者維吉尼奧·萊馬與律師阿古斯汀·薩姆布拉納發起的另類政治運動「El Búnker–第三共和」推廣，核心目標是透過類似2023年委內瑞拉反對派初選的方式，推舉唯一一名反對派候選人。
2024年11月13日，六個政黨團體結盟，成立了一個名為「團結是可能的」的反對派聯盟。該聯盟成員包括：文森特·奎亞爾領導的「改變25」、安帕羅·巴利維安的「不一樣的玻利維亞」、阿古斯汀·薩姆布拉納的「El Búnker–第三共和」、卡洛斯·伯特領導的「鋁巴士」、眾議員米格爾·羅卡·桑切斯領導的「先鋒，自由就是繁榮」，以及由安東尼奧·薩拉維亞率領的「玻利維亞自由黨」。 隨後，「El Búnker–第三共和」為避免分散反對派選票，撤回了其候選人。
2024年12月18日，政壇迎來重大變化——在荷黑·吉洛卡宣布參選總統後，卡洛斯·梅薩宣告組成團結聯盟。與他攜手的，還有民族團結陣線領袖塞繆爾·多里亞·梅迪納、與革命左翼陣線合作的吉洛卡，以及相信黨的卡馬喬。他們希望在即將到來的總統選舉中展現統一陣營的力量，目標是在2025年大選中推出統一候選人。
「團結是可能的」的奎亞爾、胡安·德爾·格拉納多、安帕羅·巴利維安與伯特很快加入該聯盟。然而，桑切斯領導的繁榮黨和薩拉維亞的自由黨選擇退出，與布蘭科·馬林科維奇成立新的自由派陣營。
有關成立團結聯盟的消息引發了各方不同反應。梅迪納及陣線內多名成員認為，該聯盟是對抗爭取運動的可行替代方案；然而，部分總統預備候選人則批評其缺乏具體政見、主要由前總統候選人主導，並懷疑其不過是對社會主義運動順從的「假反對派」。

#### 反對派分裂
然而這個聯盟僅維持短暫時間，2025年4月初，由於無法推舉共同的總統候選人，梅薩辭去了聯盟發言人的職務。隨後，吉洛卡也脫離該聯盟，以自由與民主聯盟（以下簡稱民主聯盟）的名義參選。
據報導，內部民調也顯示，梅迪納的支持率更高，這也導致了吉洛卡的退出，因馬林科維奇宣布退選並支持吉洛卡，自由派陣營遂告解散。

#### 其餘反對陣營
儘管團結聯盟獲得部分公民社會成員支持，但新的反對勢力依然清晰浮現。基督教民主黨（以下簡稱基民黨）參議員、前塔里哈市長羅德里戈·帕斯·佩雷拉成立「人民優先」運動，主張中央政府與地方之間應平分自然資源收益。
科恰班巴市長曼弗雷德·雷耶斯·維拉則創建加入黨，意圖阻止爭取運動再度執政。
前總統候選人鄭治鉉、加布里埃尔·加西亚·莫雷诺自治大學校長比森特·奎利亞，以及無畏運動領袖格拉納多，起初也都表示不打算加入團結聯盟。

## 選舉制度
整場選舉是同步舉行的。選民僅需投下一張選票支持某一政黨，該選票將同時計入該政黨的總統候選人、參議員，以及依比例代表制選出的眾議員名單。這種制度被稱為「旗幟制」。

### 總統
玻利維亞的總統與副總統採同步選舉，任期五年。選舉方式為修正過的兩輪制多數決：若第一輪沒有候選人取得過半數選票，或未能在得票率達40%的同時領先第二名至少十個百分點，則須於六十日內舉行第二輪，由前兩名候選人對決，最終得票較多者當選。以2020年為例，假若舉行第二輪投票，其日期原定於11月29日。
在憲法修改前，總統僅能連任一次。然而，2017年底憲法法院裁定取消該限制，自此允許總統無限次參選。此裁決發生在前總統莫拉萊斯於2016年發起的憲法公投失敗之後，當時51.3%的選民投下反對票。隨著2019年政治危機爆發，國會隨後通過法律，明文禁止莫拉萊斯再次參選。
2023年12月，憲法法院作出裁決，禁止前總統莫拉萊斯參加2025年大選。該決定援引美洲人權法院於2021年6月的諮詢意見，強調玻利維亞憲法並未賦予總統無限連任的權利，且此項並不屬於基本人權範疇。此舉推翻了憲法法院於2017年的既有判例。

### 國會

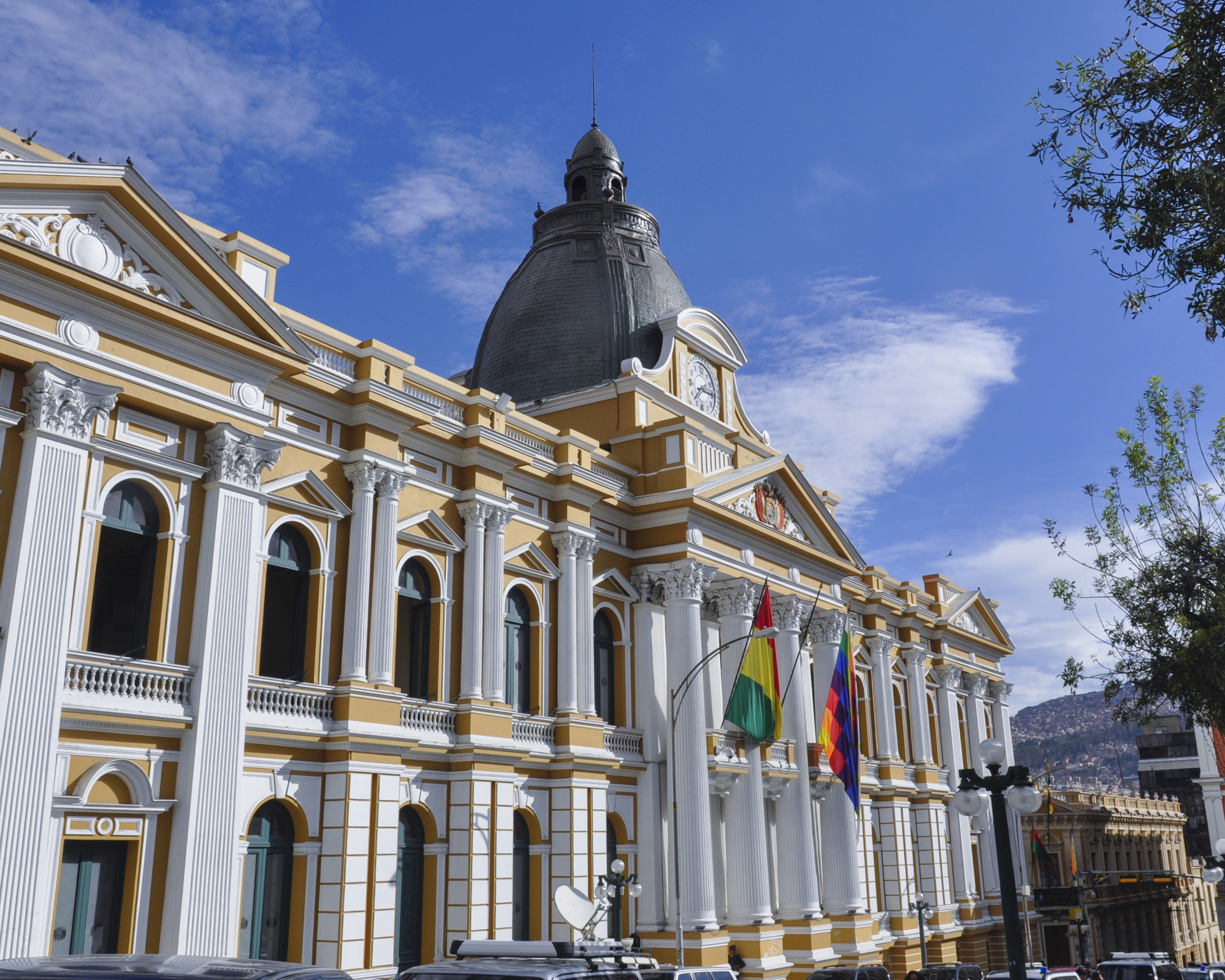
玻利維亞議會宮

玻利維亞的國會為兩院制機構，稱為「多民族立法大會」，由下議院（眾議院）與上議院（參議院）構成。兩院成員同時改選，任期五年。
在選舉中，選民需投下兩票：第一票以多數決方式選出其選區的眾議員；第二票則投給一個政黨名單。此第二票不僅決定總統候選人的支持度，也用於分配眾議院其餘席位以及參議院的全部席位，採比例代表制進行分配。
玻利維亞眾議院設有130個席位，其中70席由單一選區相對多數制（僅一輪投票）產生，各選區各選出一名議員；另有60席則依據人口規模，於全國九個省份中採比例代表制分配。當計票結束後，60席位先以簡單商數法計算，再透過最大餘數法完成最終分配。
參議院則由36席構成，同樣以比例代表制在九個省份中分配，每個省份各固定選出4名參議員，並採與眾議院相同的分配方式。
在玻利維亞，想要參選眾議員必須至少25歲，參選參議員則需要滿35歲。依多數決當選的候選人都要有一位異性別的候補搭檔，而政黨名單也必須採用「男女交錯排列」的方式，以促進性別平等。此外，在70個多數選區的席位中，有7席特別預留給原住民族群。

## 政黨和候選人

### 主要參與政黨
| 政黨 | 政黨           | 意識型態                               | 政治立場        | 黨魁                                        | 總統候選人             | 上屆選舉                    | 上屆選舉        | 選前席次       | 地位   |
| 政黨 | 政黨           | 意識型態                               | 政治立場        | 黨魁                                        | 總統候選人             | 得票率                      | 席次            | 選前席次       | 地位   |
| ---- | -------------- | -------------------------------------- | --------------- | ------------------------------------------- | ---------------------- | --------------------------- | --------------- | -------------- | ------ |
|      | 爭取運動       | 原住民主義 21世紀社會主義 左翼民粹主義 | 左翼至極左翼    | 格羅佛·加西亞                               | 愛德華多·德爾·卡斯蒂略 | 54.73% (比例) 53.71% (選區) | 75 / 13021 / 36 | 42 / 1307 / 36 | 執政黨 |
|      | 團結聯盟       | 民粹主義 經濟自由主義                  | 右翼至極右翼    | 塞繆爾·多里亞·梅迪納 路易斯·費爾南多·卡馬喬 | 塞繆爾·多里亞·梅迪納   |                             |                 | 20 / 1305 / 36 | 在野黨 |
|      | 自由與民主聯盟 | 新自由主義 保守主義                    | 中間偏右至右翼  | 荷黑·吉洛卡                                 | 荷黑·吉洛卡            | 10 / 1305 / 36              |                 |                | 在野黨 |
|      | 加入黨         | 民族主義 自由保守主義 自治主義         | 中間 至中間偏右 | 曼弗雷德·雷耶斯·維拉                        | 曼弗雷德·雷耶斯·維拉   | 14 / 1300 / 36              |                 |                | 在野黨 |
|      | 人民聯盟       | 原住民主義 21世紀社會主義 左翼民粹主義 | 左翼            | 費利克斯·帕齊                               | 安德羅尼科·羅德里格斯  | 6 / 1308 / 36               |                 |                | 在野黨 |
|      | 基督教民主黨   | 基督教民主主義 社會自由主義 保守主義   | 中間 至中間偏右 | 豪爾赫·蘇亞雷斯·巴爾加斯                    | 羅德里戈·帕斯·佩雷拉   | 0 / 1301 / 36               |                 |                | 在野黨 |

### 爭取運動
爭取運動是在前總統莫拉萊斯（2006-2019）與總統阿爾塞（2020–2025）執政期間的玻利維亞執政黨。
最初，只有莫拉萊斯表態確認參選意願，但在失去黨內領導地位後，他放棄了以爭取運動名義參選，並宣布退出該黨，表示將以勝利陣線參選。隨後，與勝利陣線的協議告吹，他改組成立了一個名為EVO人民的政治團體。
原本，阿爾塞準備爭取連任總統。然而在2025年5月13日，他意外宣布退選，理由是希望避免分裂選票，讓右翼或中間派有機可乘重返政權。
同時，也有其他候選人被提名參加2025年的大選：
- 在聖克魯斯農民中央工會的支持下，眾議員赫爾赫斯·梅爾卡多在聖克魯斯省工人中央舉行的活動中，被推舉為爭取運動的2025–2030總統—副總統競選搭檔中的總統候選人。[75]

- 黛西·喬克、安赫莉卡·龐塞及菲莉帕·利亞利則各自被獨立推舉為副總統候選人。[76]

儘管卡斯蒂略最初拒絕競選總統，但在阿爾塞拒絕競選總統連任後，他被指定為爭取運動的總統候選人。
| 無黨籍                                           | 爭取運動                        |
| 愛德華多·德爾·卡斯蒂略 (1988)                    | 米蘭·貝爾納 (1980)              |
| ------------------------------------------------ | ------------------------------- |
| 總統                                             | 副總統                          |
| Foto_Ministro_de_Gobierno.png                    | Milán Berna en mayo de 2025.jpg |
| 玻利維亞前內政部長 (2020–2025)                   | 農民工人單一工會聯合會領導人    |
| 聯盟: - 團結公約 - 農民工人單一工會聯合會 (派系) |                                 |
|                                                  |                                 |
|                                                  |                                 |

### 團結聯盟
面對多方呼聲要求建立反對派統一陣線，以阻止爭取運動在2025年大選中再度勝出，玻利維亞多名政治領袖展開合作。
2024年12月18日，前總統梅薩攜手民族團結陣線領袖梅迪納、前總統吉洛卡（與革命左翼陣線合作）以及相信黨的卡馬喬，共同宣布成立團結聯盟，力圖以團結姿態迎戰總統大選。其後，「團結是可能的」多名成員也陸續加入該聯盟，進一步擴大反對派力量。
然而團結聯盟的團結並未維持太久。陣營內部分化為兩股力量，一方力挺梅迪納，另一方則支持吉洛卡。雙方在是否進行民調以決定唯一候選人問題上爭執不下，裂痕逐漸擴大。最終，吉洛卡宣布率領自由與民主聯盟（以下簡稱民主聯盟）脫離聯盟、獨立參選；不久之後，梅薩也辭去了發言人職務。
2025年4月9日，梅迪納被正式推舉為團結聯盟的總統候選人。
| link-es=Bloque de Unidad | link-es=Bloque de Unidad                         |
| 民族團結陣線 | 無黨籍                                           |
| 塞繆爾·多里亞·梅迪納 (1958) | 何塞·路易斯·盧波 (1961)                          |
| --- | ------------------------------------------------ |
| 總統 | 副總統                                           |
| Samuel Doria Medina en junio de 2024.jpg | José Luis Lupo en mayo de 2025.jpg               |
| 商人、玻利維亞前計劃和協調部長 (1991–1993) | 經濟學家、前資訊、財政、經濟發展、總統和政府部長 |
| 聯盟: - 民族團結陣線 - 路易斯·費爾南多·卡馬喬 (相信黨) - 安德里亞·巴里恩托斯 (公民社區) - 文森特·奎亞爾 (改變25) - 胡安·德爾·格拉納多 (無畏運動) - 卡洛斯·伯特 (鋁巴士) - 路易斯·雷維拉 (主權與自由) - 奧古斯托·奧布利塔斯 (愛國社會聯盟) - 約翰尼·托雷斯·特佐 (革命民族主義運動) - 馬塞洛·克勞爾 - 托里比亞·萊羅·奎斯佩 |                                                  |
| |                                                  |
| |                                                  |

在大選前夕，梅迪納表示，國家正面臨嚴重的經濟危機，尤其是因通貨膨脹和燃料短缺所引發的問題。他強調必須立即透過大幅度的改革來扭轉局勢，例如阿根廷總統哈維爾·米雷伊在任期初期為抑制通膨所採取的措施。為此，他計劃全面取消燃料補貼，儘管此舉在2010年曾引發全國大規模抗議，並迫使莫拉萊斯退縮。另一方面，他也主張推動鋰資源的開發，認為該資源「仍然大部分未被充分利用」。
此外，針對莫拉萊斯涉及對一名15歲少女的性侵指控，梅迪納表明，他將確保法律得到執行，並不排除莫拉萊斯在其任內最終身陷囹圄的可能。

### 民主聯盟
吉洛卡宣布以民主聯盟正式參選總統，該選舉聯盟由革命左翼陣線和社會民主運動組成。

| |                                        |
| |                                        |
| 無黨籍 |                                        |
| 荷黑·吉洛卡 (1960) | 胡安·巴勃羅·貝拉斯科 (1987)            |
| 總統 | 副總統                                 |
| Jorge Quiroga 2020.jpg | Juan Pablo Velasco en mayo de 2025.jpg |
| 玻利維亞總統 (2001–2002) 和 玻利維亞副總統 (1997–2001) | 商人、企業主管和玻利維亞科技企業家     |
| 宣布參加由革命左翼陣線和社會民主運動組成的民主聯盟。 聯盟: - 布蘭科·馬林科維奇 - 埃德加·古茲曼·豪雷吉 - 魯本·科斯塔斯 - 埃內斯托·蘇亞雷斯 - 吉多·納亞爾 - 何塞·加里·阿涅斯 - 傑曼·卡瓦列羅（曼聯） - 德西蕾·布拉沃 - 何塞·奧馬切亞 - 瓜爾貝托·庫西 - 托馬斯·莫納斯特里奧 - 哈維爾·羅哈斯 (革命民族主義運動) - 萊奧波爾多·費爾南德斯 - 愛國新世代 - 南希·馬克西瑪·馬馬尼·布斯托斯 - 傑西卡·保拉·阿吉雷 |                                        |
| |                                        |
| |                                        |

在2025年4月16日正式向最高選舉法庭登記結盟後，吉洛卡在開幕致辭中提出了一項“國家救援計劃”，以扭轉經濟並應對通貨膨脹、美元短缺和燃料供應困難，國際貨幣基金組織的參與。它還提議對碳氫化合物、採礦、農業和鋰的法律框架進行徹底改革，以“吸引”外國投資。

### 人民聯盟
被視為莫拉萊斯政治接班人的參議院議長羅德里格斯，在多項民調中領先，前提是莫拉萊斯不參加大選。然而，儘管已無法再競選新任期，莫拉萊斯仍拒絕由羅德里格斯取而代之。羅德里格斯在黨內權力危機期間，雖然支持莫拉萊斯對抗阿爾塞，卻並未直接與其對立，因此一度被視為阿爾塞總統競選搭檔的熱門人選。
2025年5月3日，羅德里格斯在奧魯羅市正式宣布參選玻利維亞總統。隨後在5月19日，他於拉巴斯市向全國公眾正式介紹前部長馬裡亞娜·普拉多為副總統候選人，並指出選擇她的原因在於其在2017年至2019年間，於莫拉萊斯總統第三任期擔任國防部長時所累積的財務經驗與專業知識。在發表會上，羅德里格斯還強調，他「不是阿爾塞派的人，也不是右翼，更不是帝國的代表」，而是一位為了「更美好的玻利維亞」而參選的候選人。
| |                                         |
| |                                         |
| 無黨籍 |                                         |
| 安德羅尼科·羅德里格斯 (1988) | 馬裡亞娜·普拉多 (1982)                  |
| 總統 | 副總統                                  |
| Andrónico_Rodríguez_Ledezma._Official_portrait,_2020._Chamber_of_Senators_of_Bolivia.jpg | Mariana Prado Noya en junio de 2019.jpg |
| 玻利維亞參議院議長 (2020-) | 玻利維亞國防部長 (2017–2019)            |
| 第三體系運動提名的候選人。 |                                         |
| 聯盟: - 羅德里格斯派系 (爭取運動) - 費利克斯·帕齊 (第三體系運動) - 埃利塞奧·羅德里格斯 (勝利陣線) - 蘇珊娜·貝哈拉諾 - 溫貝托·克拉羅斯 - 傑西卡·喬丹 - 穆里爾·克魯茲 - 革命社會黨 - 工作與穩定自主運動 - 塔里哈省工人中心 - 丘基薩卡原住民工人聯合聯合會 - 農民工人單一工會聯合會 |                                         |
| 競選口號： 玻利維亞的力量 |                                         |
| |                                         |

### 加入黨
科恰班巴市長維拉於2024年12月13日透過其政治聯盟加入黨確認參選。維拉與團結聯盟劃清界線，批評該聯盟中有些政治人物在2020年全國大選中間接協助了爭取運動重返執政。隨後，2025年2月11日，拉巴斯前省長暨「進步計畫」市民團體創辦人荷西·路易斯·帕雷德斯與加入黨簽署了聯盟協議。
2024年12月，鄭治鉉宣布與團結聯盟劃清界線，指出該陣線內的預備候選人曾參與執政，卻未能推動玻利維亞所需的結構性改革。之後，「國土聯合」的海梅·索利斯與「共和行動運動聯盟」的鄭致鉉於總統大選前達成協議，將合作提出共同政見。
2025年3月18日，維拉與鄭治鉉共同宣布成立一個新的保守派反對陣營。雙方均維持總統預備候選人身分，並決定以民意調查結果來確定領導權的歸屬。隨後，4月4日於科恰班巴舉行的會議上，兩人進一步協議由排名第二者出任副總統候選人。然而，這一合作關係並未持續太久，最終在4月23日解散。 
| 加入黨                                                            | 無黨籍                                  |
| 曼弗雷德·雷耶斯·維拉 (1955)                                       | 胡安·卡洛斯·梅德拉諾 (1983)             |
| ----------------------------------------------------------------- | --------------------------------------- |
| 總統                                                              | 副總統                                  |
| ManfredReyesVilla_Cropped.jpg                                     | Juan Carlos Medrano en mayo de 2025.jpg |
| 科恰班巴市長 (2021-)                                              | 聖克魯斯市議員 (2021-)                  |
| 加入黨提名的候選人。 聯盟: - 何塞·路易斯·帕雷德斯 - 羅穆洛·卡爾沃 |                                         |
| 競選口號： 投票給加入黨                                           |                                         |
|                                                                   |                                         |

### 基督教民主黨
|                                                    |                                                                 |
|                                                    |                                                                 |
| 無黨籍                                             |                                                                 |
| 羅德里戈·帕斯·佩雷拉 (1967)                        | 艾德曼·拉臘 (1985)                                              |
| 總統                                               | 副總統                                                          |
| Rodrigo Paz Pereira en junio de 2025.jpg           | Edmand Lara Montaño en junio de 2025 en la ciudad de La Paz.jpg |
| 塔里哈市參議員、前代表、前議員和前市長 (2015–2020) | 玻利維亞警察前隊長 (2007–2023)                                  |
| [ 127 ] [ 128 ] [ 129 ]                            |                                                                 |
| 競選口號： 人民的二項式                            |                                                                 |
|                                                    |                                                                 |

### 人民力量聯盟
|                          |                                              |
| 人民力量聯盟             |                                              |
| 公民團結統一黨           | 無黨籍                                       |
| 約翰尼·費爾南德斯 (1964) | 羅莎·胡安卡·佩雷斯 (1981)                    |
| 總統                     | 副總統                                       |
| Jhonny Fernández.jpg     | Rosa Huanca Pérez en agosto de 2025.jpg      |
| 聖克魯斯市長 (2021-)     | 旅遊、社會傳播以及農業和畜牧業培訓專業畢業生 |
| 聯盟: - 民眾組織運動     |                                              |
| 競選口號： 約翰尼總統    |                                              |
|                          |                                              |

### 自由與進步聯盟
| |                                                   |
| 自由與進步聯盟                                                                                          |                                                   |
| 無黨籍                                                                                                  |                                                   |
| 帕維爾·阿拉塞納 (1969)                                                                                  | 維克多·雨果·努涅斯·德爾·普拉多 (1976)             |
| 總統 | 副總統                                            |
| Pavel Aracena Vargas en el mes de julio de 2025.jpg                                                     | Victor Hugo Núñez del Prado en agosto de 2025.jpg |
| 土木工程師                                                                                              | 商人和工程師                                      |
| 自由與進步聯盟提名的候選人。                                                                            |                                                   |
| 聯盟: - 民族變革與革命賦權 - 我們都是 - 我們是卡馬戈 - 玻利維亞社會主義長槍 - 鄭治鉉 (共和行動運動聯盟) |                                                   |
| 競選口號： 出口在右邊                                                                                   |                                                   |
| |                                                   |

## 競選過程
遭到選舉排除後，莫拉萊斯公開表示，若選舉如期舉行，玻利維亞將陷入「劇烈動盪」，並譴責羅德里格斯參選乃「背叛之舉」。其後，他號召支持者以投下廢票表達抗議，並主張若廢票總數超越得票最高者，則意味著其本應成為選舉的真正贏家。
在競選策略上，羅德里格斯提出「全民團結」的口號以強調凝聚；梅迪納則以「一百天，該死的！」作為標語，此語源自其2005年空難倖存後的名言；卡斯蒂略則採用「我們是擁有真實理念的全國選項」作為其政治訴求。
在大選的最後一場造勢演說中，梅迪納強調了經濟復甦、透明治理以及反貪腐的重要性。他表示將削減「不必要的開支」，並要求玻利維亞中央銀行、國營石油公司、國家統計局以及國家養老基金管理局（Gestora）等機構定期公開報告。同時，他承諾總統必須每週召開新聞發布會。此外，他保證不會讓任何家庭成員進入政府，並禁止其子女進入公共部門任職。他也承諾推動新的《碳氫化合物法》、採礦與投資相關法規。在整個競選期間，民調顯示他始終領先，支持率約為 20%。
在大選前夕，吉洛卡承諾要終結國內的左翼勢力，以「奪回過去二十年」——即莫拉萊斯與阿爾塞執政的年代。他表示將推動修改所有法律，以利於外國投資。在競選閉幕演說中，他強調將推動「全面性的徹底變革」，包括醫療與教育的分權化、廢除《教育法》（他認為該法旨在對青年進行「洗腦」）、政府數位化，以及推動玻利維亞參與加密貨幣挖礦與鋰電池產業。他還提出司法與憲政改革，並表示將釋放前臨時總統艾尼茲與前聖克魯斯省長卡馬喬。在整個競選過程中，民調顯示他始終位居第二，落後於梅迪納，支持率約為20%。

### 辯論
此次選舉舉行了二十年來的首次電視辯論，這在前總統莫拉萊斯任內的禁令下曾被禁止。在辯論中，梅迪納指控卡斯蒂略與毒梟有聯繫，而卡斯蒂略則批評梅迪納先前多次未能成功競選總統。羅德里格斯與吉洛卡則因涉嫌參與法外處決問題發生激烈爭論。
在政策承諾方面，梅迪納提出削減公共支出、推動與美國關係的修復、強化外匯管制、取消燃料補貼，並於其上任百日內解決燃料短缺問題，同時承諾執行對莫拉萊斯的逮捕命令。
吉洛卡則提出相似立場，除了承諾恢復與美國外交關係、削減財政支出與燃料補貼以應對經濟危機之外，更主張關閉玻利維亞中央銀行，批評該行已淪為阿爾塞政府的「信用卡」。
吉洛卡還讚揚了阿根廷總統米雷伊的自由主義經濟政策，並提議為每個成年玻利維亞人設立價值1,500美元的“大眾財產所有權”，可用作貸款抵押品。
兩人亦一致支持對莫拉萊斯時期的國有化政策進行部分逆轉、推動國營企業改革與拆解，以及吸引外資投資於玻利維亞的鋰礦資源開發。至於羅德里格斯，亦表態支持削減燃料補貼。
帕斯則支持緊縮措施，並批評爭取運動的經濟政策，同時反對由與梅迪納提出的計畫，即向國際貨幣基金組織申請貸款，以及向外國投資者開放玻利維亞的鋰礦。他承諾推行「50-50經濟模式」，由中央政府管理一半公共資金，其餘部分則直接交由各地方政府使用；此外，他還計畫引入區塊鏈技術以提升透明度，並建立一個納入加密貨幣資產的貨幣穩定基金，以因應其日益普及及抵消高通膨的挑戰。
| 媒體與日期 | 地點              | 主持人                                          | P 出席 A 缺席 NI 未受邀 | P 出席 A 缺席 NI 未受邀 | P 出席 A 缺席 NI 未受邀 | P 出席 A 缺席 NI 未受邀 | P 出席 A 缺席 NI 未受邀 | P 出席 A 缺席 NI 未受邀 | P 出席 A 缺席 NI 未受邀 | P 出席 A 缺席 NI 未受邀 |
| 媒體與日期 | 地點              | 主持人                                          | 梅迪納                  | 吉洛卡                  | 維拉                    | 帕斯                    | 羅德里格斯              | 費爾南德斯              | 卡斯蒂略                | 阿拉塞納                |
| --- | ----------------- | ----------------------------------------------- | ----------------------- | ----------------------- | ----------------------- | ----------------------- | ----------------------- | ----------------------- | ----------------------- | ----------------------- |
| 媒體與日期 | 地點              | 主持人                                          |                         |                         |                         |                         |                         |                         |                         |                         |
| Decisiones que cosechan FUTURO (Unitel.bo / Canal Rural Bolivia / Red Uno / CAO / Anapo / Cadex / Cainco / Caneb) 2025年6月25日                                                        | 聖克魯斯-德拉謝拉 | —                                               | P                       | P                       | P                       | NI                      | A                       | NI                      | NI                      | NI                      |
| Red Uno 2025年7月6日 | 聖克魯斯-德拉謝拉 | Juan Carlos Monrroy Cecilia Bellido             | P                       | P                       | P                       | NI                      | A                       | P                       | P                       | NI                      |
| Foro Nacional de Salud (聖克魯斯醫師公會) 2025年7月10日 | 聖克魯斯-德拉謝拉 | —                                               | P                       | A                       | A                       | A                       | A                       | A                       | A                       | P                       |
| El Futuro Posible (Unitel.bo / Red Uno / Cainco) 2025年7月17日 | 聖克魯斯-德拉謝拉 | Amalia Pando                                    | P                       | P                       | P                       | P                       | A                       | NI                      | NI                      | NI                      |
| Unitel 2025年7月20日 | 聖克魯斯-德拉謝拉 | Gabriela Oviedo                                 | P                       | P                       | P                       | NI                      | A                       | NI                      | NI                      | NI                      |
| Encuentro por la reconstrucción de Bolivia (Unitel.bo / Red Uno / Comité Cívico Pro-Santa Cruz) 2025年7月31日                                                                          | 聖克魯斯-德拉謝拉 | —                                               | P                       | P                       | A                       | A                       | NI                      | NI                      | NI                      | NI                      |
| 首屆宏觀經濟論壇（艾爾阿托市） (ATB / F10 HD / CIZEE) 2025年7月31日 | 拉巴斯            | Daniel Castellón Denisse Quiroga Jhesmin Huanca | A                       | A                       | P                       | P                       | A                       | NI                      | NI                      | NI                      |
| 首場總統大選辯論 "Bolivia Vota" (Unitel / ATB / Red Uno / RTP / XTO TV / F10 HD / DTV / 玻利維亞私人企業聯盟（CEPB） / 玻利維亞全國記者協會（ANPB） / 多民族國家選舉機構) 2025年8月1日 | 聖克魯斯-德拉謝拉 | Cecilia Bellido Gabriela Oviedo                 | P                       | P                       | P                       | P                       | P                       | P                       | P                       | P                       |
| 第二場總統大選辯論 "Bolivia Vota" (ATB / Bolivia TV / RTP / XTO TV / El Deber / 多民族國家選舉機構) 2025年8月12日                                                                      | 拉巴斯            | Soraya Delfin Jorge Luis Palenque               | A                       | A                       | A                       | P                       | A                       | A                       | P                       | P                       |

## 民调

按省劃分的投票意向最高的候選人（玻利維亞聯合電信於2025年7月30日到2025年8月10日發布的調查）：

按省劃分的投票意向最高的候選人（玻利維亞聯合電信於2025年7月13日發布的調查）：

根據正式候選人登記情況進行的民意調查。候選人的順序與選票上的順序相同；候選人的顏色與其代表的政黨相對應。每項民意調查中的陰影和粗體部分分別對應各項民意調查中獲勝的候選人。
| 日期                | 發布          | 民調機構           | 樣本           | 媒體                        |                 |                 |                       |                       |                       |                       |                       |                       | 廢票                  | 無效票                | 未決定                |
| 日期                | 發布          | 民調機構           | 樣本           | 媒體                        | 梅迪納 團結聯盟 | 吉洛卡 民主聯盟 | 維拉 加入黨           | 帕斯 基民黨           | 羅德里格斯 人民聯盟   | 費爾南德斯 力量聯盟   | 卡斯蒂略 爭取運動     | 阿拉塞納 進步聯盟     | 廢票                  | 無效票                | 未決定                |
| ------------------- | ------------- | ------------------ | -------------- | --------------------------- | --------------- | --------------- | --------------------- | --------------------- | --------------------- | --------------------- | --------------------- | --------------------- | --------------------- | --------------------- | --------------------- |
| 日期                | 發布          | 民調機構           | 樣本           | 媒體                        |                 |                 |                       |                       |                       |                       |                       |                       | 廢票                  | 無效票                | 未決定                |
| 8月11日－14日       | 2025年8月15日 | AtlasIntel         | 2500 全國 城鄉 |                             | 18.0%           | 22.3%           | 4.0%                  | 7.5%                  | 11.4%                 | 2.6%                  | 8.1%                  | 3.1%                  | 14.6%                 | 14.6%                 | 8.4%                  |
| 8月2日－6日         | 2025年8月10日 | Ipsos Ciesmori     | 2700 全國 城鄉 | 聯合電信                    | 21.2%           | 20%             | 7.7%                  | 8.3%                  | 5.5%                  | 2%                    | 1.5%                  | 0.5%                  | 5.2%                  | 14.6%                 | 13.3%                 |
| 7月27日－8月3日     | 2025年8月10日 | Captura Consulting | 2500 全國 城鄉 | Red Uno de Bolivia Cadena A | 21.6%           | 20%             | 9.7%                  | 6.4%                  | 7.2%                  | 2%                    | 2%                    | 0.7%                  | 5%                    | 10.6%                 | 14.4%                 |
| 7月31日－8月4日     | 2025年8月8日  | SPIE               | 2500 全國 城鄉 | 責任報                      | 23.64%          | 24.45%          | 8.79%                 | 9.10%                 | 8.46%                 | 2.44%                 | 1.83%                 | 0.33%                 | 9.91%                 | 5.74%                 | 5.10%                 |
| 7月25日－28日       | 2025年8月1日  | SPIE               | 2500 全國 城鄉 | 責任報                      | 24.5%           | 22.9%           | 7.2%                  | 7.6%                  | 7.4%                  | 2.1%                  | 1.7%                  | 0.4%                  | 12.1%                 | 7.4%                  | 5.5%                  |
| 7月25日－27日       | 2025年7月30日 | Ipsos Ciesmori     | 2500 全國 城鄉 | 聯合電信                    | 21.5%           | 19.6%           | 8.3%                  | 5.8%                  | 6.1%                  | 1.8%                  | 2.1%                  | 0.3%                  | 8.6%                  | 13.6%                 | 12.4%                 |
| 2025年7月29日       | 2025年7月29日 | 2025年7月29日      | 2025年7月29日  | 2025年7月29日               |                 |                 | 民族更新運動 宣布退選 | 民族更新運動 宣布退選 | 民族更新運動 宣布退選 | 民族更新運動 宣布退選 | 民族更新運動 宣布退選 | 民族更新運動 宣布退選 | 民族更新運動 宣布退選 | 民族更新運動 宣布退選 | 民族更新運動 宣布退選 |
| 7月5日－10日        | 2025年7月16日 | SPIE               | 2500 全國 城鄉 | 責任報                      | 21.76%          | 20.70%          | 10.01%                | 4.04%                 | 8.26%                 | 2.45%                 | 1.92%                 | 0.36%                 | 14.76%                | 4.48%                 | 5.31%                 |
| 2025年7月9日        | 2025年7月9日  | 2025年7月9日       | 2025年7月9日   | 2025年7月9日                |                 |                 | 新愛國世代宣布退選    | 新愛國世代宣布退選    | 新愛國世代宣布退選    | 新愛國世代宣布退選    | 新愛國世代宣布退選    | 新愛國世代宣布退選    | 新愛國世代宣布退選    | 新愛國世代宣布退選    | 新愛國世代宣布退選    |
| 2025年7月5日－7日   | 2025年7月13日 | Ciemcorp           | 2500 全國 城鄉 | 聯合電信                    | 18.7%           | 18.1%           | 8.2%                  | 3.2%                  | 11.8%                 | 2.5%                  | 2.3%                  | 0.2%                  | 8.2%                  | 12.5%                 | 11.3%                 |
| 2025年7月6日        | 2025年7月6日  | 2025年7月6日       | 2025年7月6日   | 2025年7月6日                |                 |                 | 第一次總統辯論        | 第一次總統辯論        | 第一次總統辯論        | 第一次總統辯論        | 第一次總統辯論        | 第一次總統辯論        | 第一次總統辯論        | 第一次總統辯論        | 第一次總統辯論        |
| 2025年6月10日－20日 | 2025年6月30日 | Captura Consulting | 2500           | 電視一台 鏈A                | 19.6%           | 16.6%           | 8.8%                  | 6.4%                  | 13.7%                 | 3.8%                  | 1.4%                  | 退出                  | 5%                    | 7.4%                  | 15.5%                 |
| 2025年6月7日－14日  | 2025年6月18日 | SPIE               | 2500 全國 城鄉 | 責任報                      | 24.02%          | 22.07%          | 9.39%                 | 5.56%                 | 14.69%                | 2.56%                 | 1.69%                 | 0.57%                 | 9.84%                 | 4.54%                 | 3.01%                 |
| 2025年5月22日－26日 | 2025年6月1日  | Ciemcorp           | 2500 全國 城鄉 | 聯合電信                    | 19.1%           | 18.4%           | 7.9%                  | 4.3%                  | 14.2%                 | 3.7%                  | 2.3%                  | 0.5%                  | 6.5%                  | 10.5%                 | 10%                   |

## 首輪影響
首輪結果公布後，在反對派大本營聖克魯斯-德拉謝拉爆發歡慶，汽車喇叭聲與煙火整夜不斷，人們高呼自己終於「自由了，擺脫了社會主義」。
名列第三的梅迪納承認敗選，並依照先前承諾，呼籲支持者在第二輪投票中支持排名第一的帕斯。

### 分析
首輪選舉掀起一場「右翼的海嘯」，然而最終形成的對決卻與民調預期不同。出乎眾人意料，帕斯在首輪中拔得頭籌，其後為吉洛卡，而梅迪納則被淘汰，無緣進入決選。這三位右翼候選人合計獲得近80%的選票。
第二輪總統大選由帕斯與吉洛卡展開角逐。兩位候選人皆主張推動國家右轉，但在施政藍圖上存在分歧。
帕斯以「全民資本主義」為口號，承諾透過低利率貸款、減稅與降低關稅，為中產階層及基層民眾提供更多經濟機會，其政見部分受阿根廷總統米雷伊政策啟發。他亦受惠於副手拉臘的高度聲望，後者因打擊貪腐而廣受肯定。
相對之下，吉洛卡則強調施政初期將伴隨短期困難，認為需經過一段經濟惡化的過程，才能「共同走出困境」。他提出的路線包括削減財政赤字、推動國營虧損企業私有化，以及制定新憲法，以實現他所謂的「激進轉型」。